# Pterolophia rufescens
Pterolophia rufescens là một loài bọ cánh cứng trong họ Cerambycidae.